# Bernat Andor
Bernat Andor (Segle XV), fou un notari i escrivà reial, i escriptor català en llengua llatina. Consta que exercia de notari l'any 1439. Com a escrivà reial redactà l'acta de presa de possessió de Pere Miquel Carbonell com a arxiver reial el 1479.

## Obres
- Ad Joannem Coloma (dedicatòria d'una traducció d'una obra de Sal·lusti feta per encàrrec del secretari reial Joan de Coloma, dirigida a aquest.